# Marie Gilliard-Malherbe
Pour les articles homonymes, voir Gilliard.
Marie Gilliard-Malherbe, née en 1848 à Goumoens-la-Ville et morte en 1911 à Sion, est une agricultrice suisse, connue pour son œuvre autobiographique.

## Biographie
Marie Gilliard-Malherbe passe son enfance dans la campagne vaudoise puis part suivre les cours de l'école supérieure de jeunes filles à Lausanne. À vingt-quatre ans, elle épouse Edmond André David Gilliard, qui est à la tête d'un domaine familial à Fiez. Ils s'y installent avant d'être contraints de partir pour le Valais en raison de conditions matérielles trop difficiles.
Mère de dix enfants dont l'écrivain Edmond Gilliard ainsi que Pierre Gilliard, précepteur des enfants de Nicolas II, Marie Gilliard-Malherbe s'établit seule à Lausanne où elle tient pendant six ans une pension de famille pour jeunes étudiants étrangers, évitant à elle et son mari de payer une pension pour ses propres enfants qui suivent le collège, l'école supérieure de jeunes filles ou l'université. En 1900, elle retourne à Sion où elle réside jusqu'à sa mort en 1911.
Entre 1900 et 1904, consciente de l'importance du témoignage, elle veut faire connaître le quotidien d'une femme à l'aube du XXe siècle et rédige À l'étroit dans ma peau de femme, récit dans lequel elle décrit sa vie intérieure, son entourage, ses relations conjugales et maternelles.

### Sources
- « Marie Gilliard-Malherbe », sur la base de données des personnalités vaudoises sur la plateforme « Patrinum » de la Bibliothèque cantonale et universitaire de Lausanne.
- Gilbert Salem, « La mère d'Edmond Gilliard écrivait en secret », 24 Heures - Lausanne. - 1995/12/08, p. 64